# Calymperes loucoubense
Calymperes loucoubense är en bladmossart som beskrevs av Bescherelle 1896. Calymperes loucoubense ingår i släktet Calymperes och familjen Calymperaceae. Inga underarter finns listade i Catalogue of Life.